# Aaker (parochie)
Aaker is een parochie van de Deense Volkskerk in de Deense gemeente Bornholm. De parochie maakt deel uit van het bisdom Kopenhagen en telt 3111 kerkleden op een bevolking van 3491 (2004). Tot 1970 was de parochie deel van Sønder Herred.
De kerk van deze parochie heet Aa Kirke (Krekenstad) en werd rond 1149 gebouwd, en fungeerde in de middeleeuwen als domkerk. De kansel en het altaar zijn in renaissancestijl. Het doopvont werd door Sigraf uit Gotland vervaardigd, uit zandsteen. Zover bekend is dit de enige in Denemarken met runenschrift. Het heeft twee torens.
De plaats Aakirkeby (Stad bij Aa Kike) dankt haar naam aan deze kerk.

## Galerij

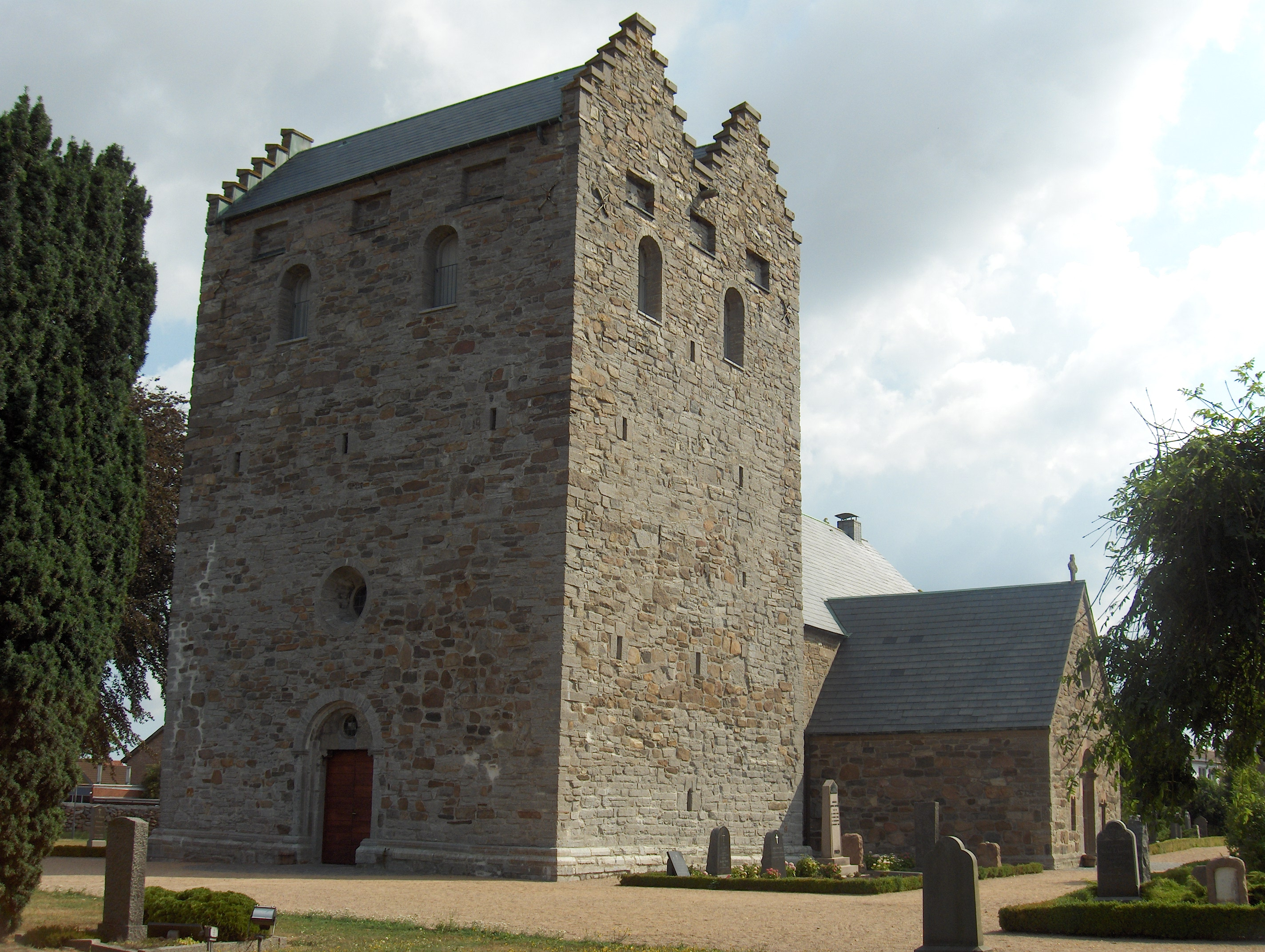
Aa kirke op Bornholm
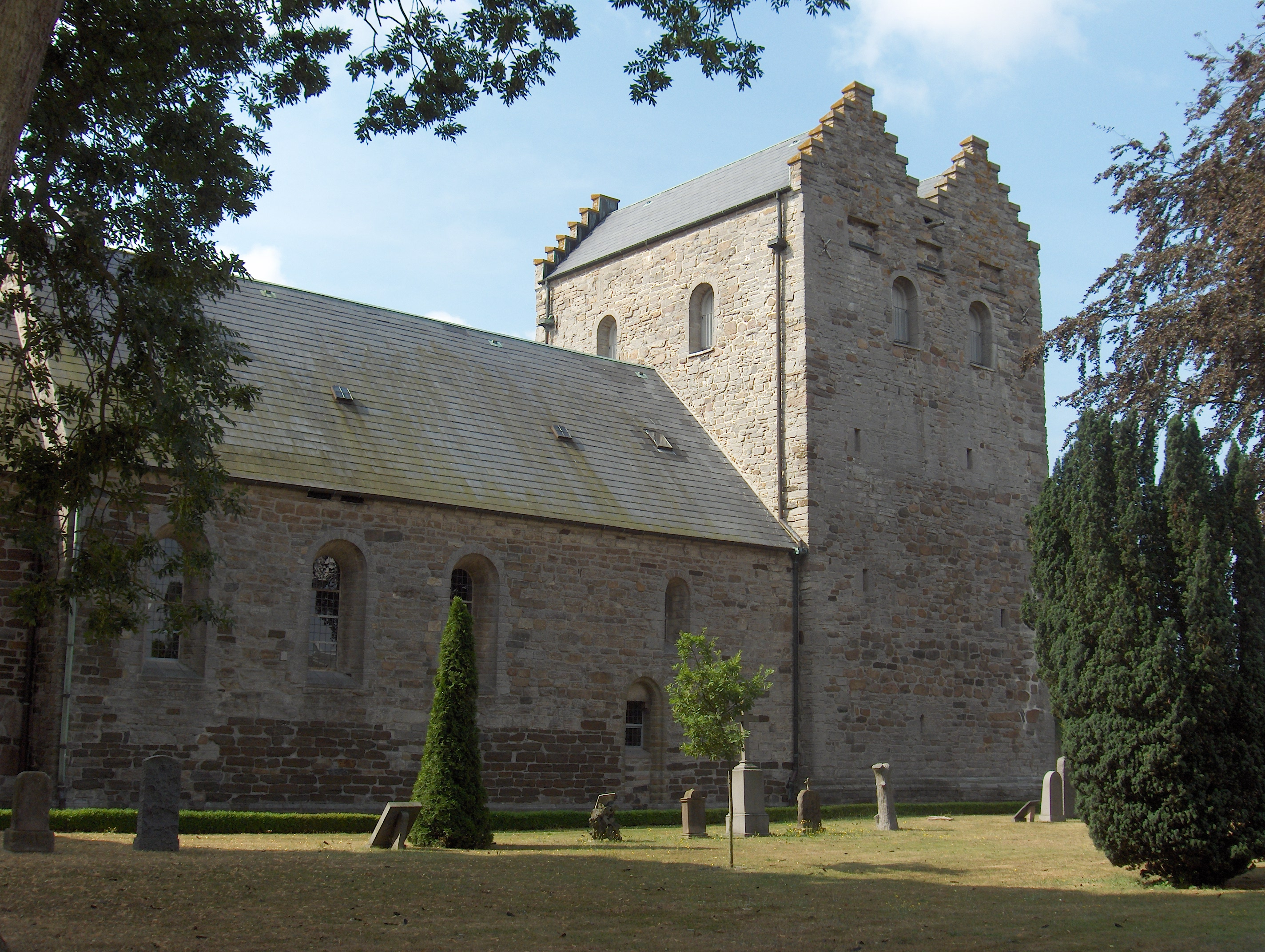
Aa kirke op Bornholm

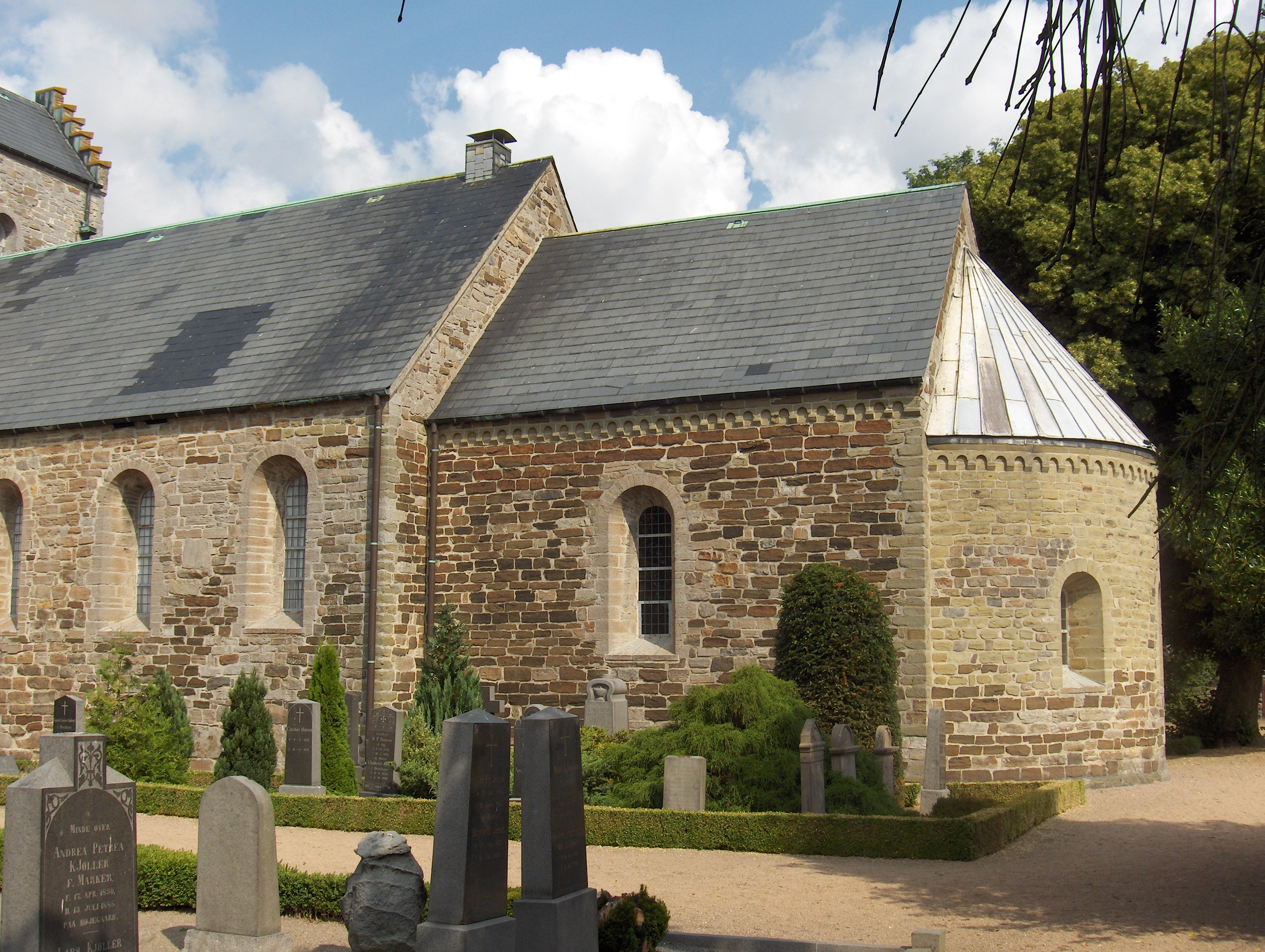
Aa kirke op Bornholm
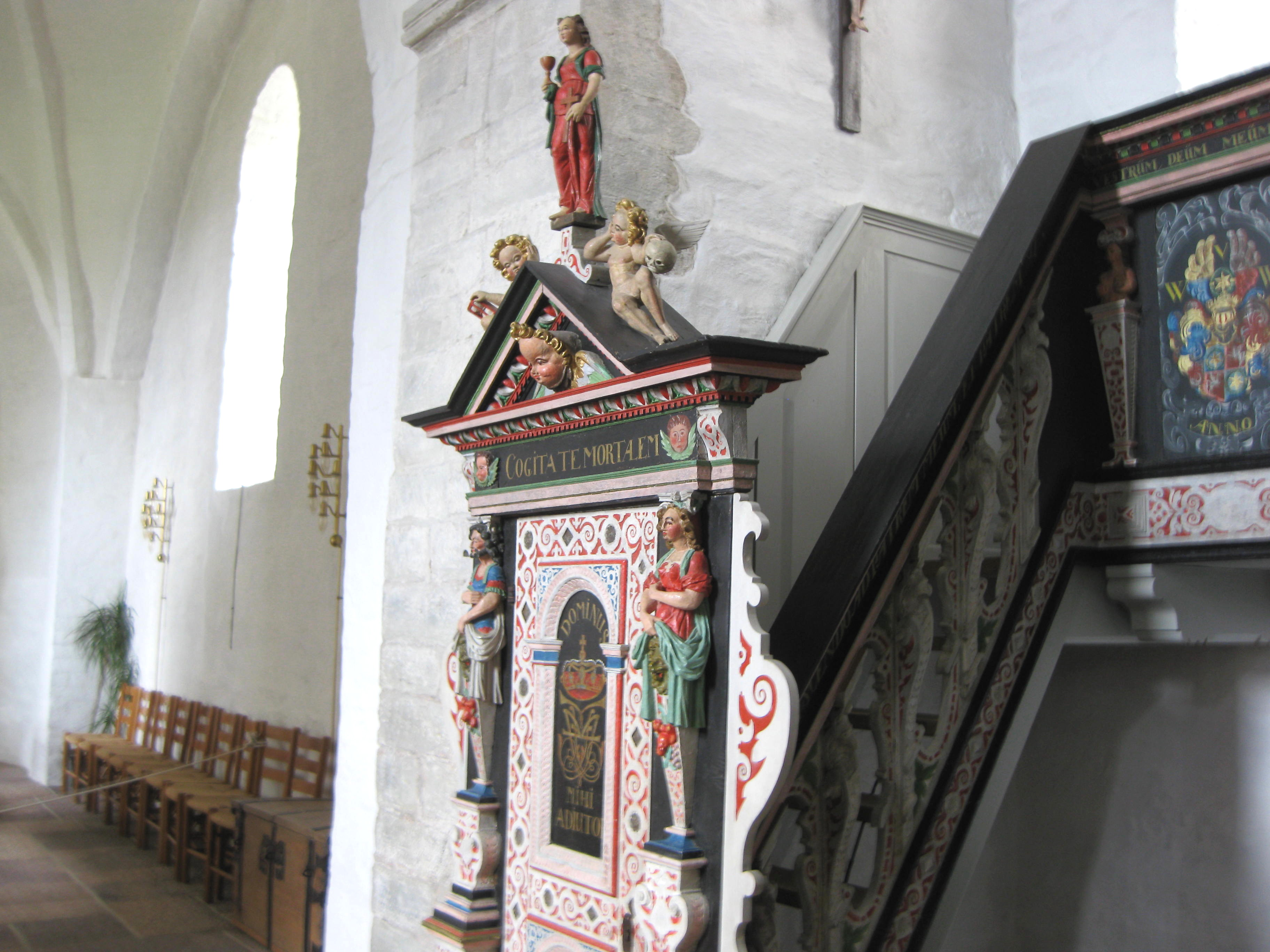
Preekstoel in de "Aa kirke" op Bornholm

Aaker · Aalholm · Absalons · Advent · Aldersro · Allehelgens · Allinge-Sandvig · Anna · Ansgar · Apostelkirkens · Bellahøj · Bethlehem · Bispebjerg · Blågårdens · Bodilsker · Brønshøj · Christian · Christiansø · Davids · De Gamles Bys · Dragør · Elias · Emdrup · Enghave · Filip · Flintholm · Fredens-Nazaret · Frederiks · Frederiksberg · Frederiksberg Slotssogn · Frihavns · Garnisons · Gethsemane · Godthaab · Grøndals · Gudhjem · Hans Egedes · Hasle · Helligånds · Højdevang · Holmens · Husum · Husumvold · Hyltebjerg · Ibsker · Islands Brygges · Johannes Døbers · Kapernaums · Kastel · Kastrup · Kildevælds · Kingo-Samuel · Kingos · Klemensker · Knudsker · Korsvejens · Kristkirkens · Lindevang · Lundehus · Margrethe · Maria · Mariendal · Nathanaels · Nexø · Nyker · Nylarsker · Olsker · Østerlarsker · Østermarie · Østervold · Pedersker · Poulsker · Rø · Rønne · Rosenvænget · Rutsker · Samuels · Sankt Andreas · Sankt Jakobs · Sankt Johannes · Sankt Lukas · Sankt Markus · Sankt Matthæus · Sankt Pauls · Sankt Stefans · Sankt Thomas · Simeons · Simon Peter · Sion · Skelgårds · Solbjerg · Solvang · Store Magleby · Sundby · Sundkirkens · Svaneke · Sydhavn · Tagensbo · Tårnby · Timotheus · Tingbjerg · Trinitatis · Utterslev · Valby · Vanløse · Vesterbro · Vestermarie · Vigerslev · Vor Frelsers · Vor Frue
Aaker (kerk) · Allinge-Sandvig (kerk) · Bodilsker (kerk) · Christiansø (kerk) · Gudhjem (kerk) · Hasle (kerk) · Ibsker (kerk) · Klemensker (kerk) · Knudsker (kerk) · Nexø (kerk) · Nyker (kerk) · Nylarsker (kerk) · Olsker (olskerkerk en Tejnkerk) · Østerlarsker (kerk) · Østermarie (kerk) · Pedersker (kerk) · Poulsker (kerk) · Rø (kerk) · Rønne (kerk) · Rutsker (kerk) · Svaneke (kerk) · Vestermarie (kerk)